# لوميتا (كاليفورنيا)
لوميتا (بالإنجليزية: Lomita)‏ هي إحدى مدن مقاطعة لوس أنجليس، كاليفورنيا. تم إعطاءها لقب مدينة في 30 يونيو، 1964.

## أعلام
- مايك باسباي
- جيم ثورب
- تيد ليلي